# Ладислав III Кан
Ласло или Ладислав (III) Кан (венг. Kán (III) László, рум. Ladislau Kán al III-lea; ? — 1315) — крупный венгерский магнат, который де-факто управлял независимой Трансильванией. Он занимал должность воеводы Трансильвании (1295—1314/1315). Воспользовавшись внутренними раздорами в королевстве, он мог сохранять свое господство над Трансильванией до самой своей смерти, даже борясь против нескольких претендентов на трон.

## Биография
Ладислав Кан принадлежал к трансильванской ветви рода Кан, основанной прадедом Ладислава Юлиушем I Каном (? — 1237), палатином Венгрии (1215—1217/1218, 1222—1226). Нет никакой информации о его ранней жизни, но он был одним из трех сыновей Ладислава II (? — 1278), который занимал должности воеводы Трансильвании (1263—1264, 1275—1276) и королевского судьи (1273). Его отец умер в 1278 году или после этого, и он унаследовал свои владения: Хоссуашо (сегодня Валя-Лунэу в Румынии), Сепмезе (сегодня Шона в Румынии), Бун (сегодня Боюль Маре в Румынии), Мезесилваш, Септериу (сегодня Шоптериу в Румынии) и Мезеорменеш (сегодня Урмениш в Румынии). К 1280 году Ладислав Кан уже был совершеннолетним и дееспособным человеком. Вполне возможно, что некий Ладислав, продавший свою деревню Васары в 1290 году, идентичен Ладиславу Кану.
Ладислав Кан появился в источниках в 1297 году, когда он издал хартию; к тому времени он занимал должность воеводы Трансильвании, то есть он управлял этой провинцией Королевства Венгрии. Ладислав Кан сменил на этом посту Роланда Боршу (1284—1294), который, изначально лояльный королевской власти, стал источником новых конфликтов и восстал против своего монарха, в результате чего был отправлен в отставку. В то время Ладислав Кан, должно быть, был одним из сторонников венгерского короля Андраша III (1290—1301), потому что он присутствовал на собрании, созванном королем в Буде в 1298 году. Он также был членом королевского совета в 1299 году. После смерти короля, когда несколько претендентов на престол боролись друг с другом с 1301 по 1308 год, Ладислав Кан, вероятно, не вмешивался в их конфликт. Тем не менее, в период с 1297 по 1313 год короли Венгрии предоставили ему несколько владений в восточных частях королевства, например, он получил Верешедьхазу (сегодня Roşia de Secaş в Румынии) до 1313 года.
Хотя Ладислав Кан не принимал участия во внутренних конфликтах королевства, он стремился укрепить свою власть, иногда используя или злоупотребляя своей должностью воеводы Трансильвании. Кроме того, он сумел расширить свое влияние на некоторые территории трансильванских саксов (которые ранее были освобождены от юрисдикции воевод) и узурпировал должность графов Секей (и поэтому он также получил контроль над секеями). Он занимал серебряную шахту Альтродны (ныне Родна в Румынии). Ладислав Кан он расширил свои владения даже за пределы Трансильвании, когда захватил несколько владений в комитатах Арад, Чанад и Крашо.
Когда (в 1306 году) Ладислав Кан неохотно признал власть нового венгерского короля Карла I Анжуйского, чьи притязания были поддержаны Ватиканом. Папа римский Климент V приказал архиепископу Калочи отлучить Ладислава Кана и поставить его территорию под церковный запрет. В 1307 году архиепископ Калочи предложил те же самые церковные дисциплинарные меры в отношении Петра Моносло, епископа Трансильвании, на случай, если он не отлучит от церкви Ладислава Кана, захватившего собственность прелата Калочи. Тем не менее, летом 1307 года Ладислав Кан захватил короля Венгрии Оттона Баварского, соперника короля Карла I Анжуйского, во время его визита в Трансильванию, и посадил его в тюрьму в одном из своих замков. Именно тогда в его руки попала королевская корона Венгрии.
Когда умер епископ Трансильвании Петер (27 ноября 1307 ), Ладислав Кан захватил каноников, собравшихся для избрания нового епископа; более того, он потребовал, чтобы один из его сыновей был избран и занял владения капитула. Хотя в июле 1308 года он заявил, что не будет поддерживать притязания своего сына на епископство, но он предложил двух новых кандидатов в каноны. К июлю 1309 года каноники уступили вымогательству и избрали новым епископом Трансильвании Бенедикта, бывшего советника Петера.
Осенью 1308 года Ладислав Кан правил делегатов для участия в собрании, проходившем неподалеку от Пешта, где прелаты и бароны Венгерского королевства признали королем Карла Роберта Анжуйского. В том же году он освободил короля Оттона Баварского и передал его Угрину Чаку (самому верному человеку короля Карла) в Сегеде. Тем временем он выдал свою дочь замуж за «еретика» (то есть православного) сына сербского короля Стефана Уроша II Милутина.
В это время кардинал Джентиле Портино да Монтефьоре прибыл в Венгрию в качестве папского легата и начал свои действия как по предотвращению брака дочери воеводы, так и по возвращению короны. Это было признаком его неудачи, что он объявил об отлучении Ладислава Кана от церкви 25 декабря 1309 года. Из-за давления на него воевода Трансильвании был вынужден признать короля Карла I своим сюзереном в своей хартии (изданной в Сегеде, 8 апреля 1310 года). Кроме того, он обязался вернуть королевскую корону до 1 июля (выполнил обещание) и пообещал вернуть ряд земельных владений, которые он захватил силой, например, Владислава Кан себя взяло на себя обязательство отказаться от графств Бистрица (сегодня Бистрица в Румынии) и Германштадтом (ныне Сибиу в Румынии) и достоинства графа Секеев.
В знак их примирения король Венгрии Карл-Роберт Анжуйский в декабре 1310 года впервые за все время своего правления посетил Трансильванию. Отношения между королем и Ладиславом Каном, должно быть, окончательно нормализовались, поскольку в июне 1313 года в присутствии короля состоялся один из обменов его собственностью. Это последнее появление Ладислава Кана, который умер, вероятно, в конце 1314 или начале 1315 года (это вполне вероятно, так как королевские хартии следуют одна за другой начиная с марта 1315 года, в котором король Карл вернул собственность, занятую с силой покойным воеводой их законным владельцам). После смерти Ладислава его старший тезка сын, Ладислав IV Кан, объявил себя воеводой Трансильвании и поднял восстание против Карла I.